# Contea di Jianning
La contea di Jianning (建宁县S) è una contea della Cina, situata nella provincia del Fujian, nella prefettura di Sanming.